# Solenopsis iheringi
Solenopsis iheringi é uma espécie de formiga do gênero Solenopsis, pertencente à subfamília Myrmicinae.